# 9986 Hirokun
9986 Hirokun este un asteroid din centura principală de asteroizi.

## Descriere
9986 Hirokun este un asteroid din centura principală de asteroizi. A fost descoperit pe 12 iulie 1996 la Nachi-Katsuura de Yoshisada Shimizu și Takeshi Urata. Asteroidul prezintă o orbită caracterizată de o semiaxă mare de 2,57 ua, o excentricitate de 0,06 și o înclinație de 14,0° în raport cu ecliptica.